# للو آرنا
للو آرنا (ایتالیایی: Lello Arena؛ زادهٔ ۱ نوامبر ۱۹۵۳) بازیگر، کارگردان فیلم و فیلم‌نامه‌نویس اهل ایتالیا است. وی از سال ۱۹۷۰ میلادی تاکنون مشغول فعالیت بوده‌است. از فیلم‌ها یا مجموعه‌های تلویزیونی که وی در آن‌ها نقش داشته‌است می‌توان به نه ممنون، قهوه مرا عصبی می‌کند، بوکاچوی شگفت‌انگیز، لوئیزا سانفلیچه و تو می‌خندی اشاره نمود.

## زندگی و حرفه
آرنا با نام اصلی رافائل آرنا در ناپل متولد شد. او فرزند دو کارگر کارخانه تنباکو بود. در سال ۱۹۶۹، در سنین بسیار پایین، آرنا به همراه ماسیمو تروئیزی و انتسو دکارو گروه کمدی کاباره‌ای «لا اسمورفیا» را تشکیل داد. این گروه در سال‌های ۱۹۷۸ و ۱۹۷۹ در دو برنامه رنگارنگ شبکه رای (نان استاپ و لونا پارک) ظاهر شد و موفقیت بزرگی کسب کرد. گروه در سال ۱۹۸۰ منحل شد و آرنا مدتی به همکاری با دوستش تروئیزی ادامه داد و در سه فیلم اول او نقش‌آفرینی کرد. او برای بازی در فیلم ببخشید بابت تأخیر ساخته ماسیمو تروئیزی، جایزه دیوید دی دوناتلو برای بهترین بازیگر نقش مکمل مرد را دریافت کرد.
آرنا بعدها تمرکز خود را بر تلویزیون گذاشت و در تعداد زیادی از برنامه‌های رنگارنگ ظاهر شد؛ او گهگاه به سینما بازمی‌گشت و حتی در سال ۱۹۸۹ با فیلم در روشنای ماه اولین تجربه کارگردانی خود را رقم زد. او همچنین در صحنه تئاتر نیز فعال است.
آرنا همچنین به‌عنوان نویسنده کتاب‌های کمیک نیز فعالیت داشته و به‌ویژه برای لوپو آلبرتو و توپولینو مطالبی نوشته است.